# 베로니카 캠벨 브라운
베로니카 캠벨 브라운(Veronica Campbell Brown, 1982년 5월 15일~)은 자메이카의 육상 선수이며 올림픽 2연속 200m 금메달리스트(2004, 2008)이다. 60m에서 두 번째로, 100m에서 4번째로, 200m에서 3번째로 제일 빠른 자메이카 여성 선수로 알려졌다.

## 생애와 연소자 경력
자메이카 트렐로니구에서 태어난 캠벨은 베어 기술고등학교(Vere Technical High School)에서 수학하였다가, 더 높은 교육을 위하여 미국으로 건너갔다.
1999년 IAAF 세계 청소년 육상 선수권 대회에서 100m와 400m 계주에서 금메달을 땄다. 이듬해, 그녀는 연소자 선수권 대회에서 100m에서 11.12초와 200m에서 22.87초의 기록을 세워 2개의 단거리 육상 타이틀을 우승한 최초의 여자 선수가 되었다. 2000년 시드니 올림픽에서 400m 릴레이 팀의 일원으로 참가하여 2위를 하였다.

## 대학 경력
캠벨은 캔자스주 그레이트 벤드에 있는 바턴 카운티 커뮤니티 칼리지(Barton County Community College)에 수학하면서, 60m, 100m, 200m의 실내와 실외 종목 양쪽에서 4개의 주니어 타이틀을 포함한 많은 타이틀을 우승하고 몇몇의 기록을 세웠다. 그녀는 100m와 200m에서 현재의 바턴 카운티 커뮤니티 칼리지 기록을 세웠다. 또한 2002년 3.8 등급 평균과 함께 준학사 학위를 취득하는 학문들에도 능가하였다. 후에 아칸소 대학교에 수학하면서 장거리 육상 선수들이 지매한 프로그램에서 단거리 육상 스타로 떠올랐다.

## 프로 경력
시드니 올림픽에서 400m 계주 은메달 획득 4년 뒤에 아테네 올림픽에 참가하여 100m에서 3위, 이틀 후에 200m에서 미국의 앨리슨 펠릭스를 꺾고 우승하였다. 후에 에일린 베일리, 테이나 로렌스, 셰론 심슨과 400m 계주의 팀을 이루어 금메달을 획득하였다.
2005년 세계 육상 선수권 대회에서 100m와 400m 계주에서 2개의 은메달, 2007년 세계 육상 선수권 대회에서 3개의 메달(100m 금메달, 200m와 400m 계주 은메달)을 획득하였다.
2008년 자메이카 올림픽 선발 대회에서 그녀는 100m에서 4위로 왔다. 200m 결승전에서는 개인 전력 21.94초의 기록을 세웠으며, 2008년 베이징 올림픽에서 100m 출전에 실패한 그녀는 200m와 400m 계주에 나갈 수 있었다. 그녀는 성공적으로 21.74초의 기록과 함께 성공적으로 유지하였으며, 1976년과 1980년 200m 금메달리스트 동독의 베르벨 뵈켈에 이어 두 번째로 2연속 올림픽 200m 금메달리스트가 되었다. 또한 셸리앤 프레이저프라이스, 셰리앤 브룩스, 에일린 베일리와 함께 400m 계주에 나오면서 첫 예선에서 자메이카 팀은 1위를 하였다. 브룩스와 베일리를 셰론 심슨과 케런 스튜어트로 재편하면서 결승전에 진출한 자메이카 팀은 배턴 교체에서 실수한 이유로 완료하지 못하였다.
2008년 시즌 마지막에 그녀는 트랙 앤드 필드 뉴스에 의하여 세계의 톱 200m 육상 선수로서 선택되었다. 또한 잡지에서 "올해의 여성"으로 선정되는 데 8위에 왔다.
그녀는 국가 타이틀 200m를 우승하면서 3번째 세계 육상 선수권 대회에 출전할 수 있었다. 2009년 6월 발가락 부상에 불구하고, 22.40초를 세워 셸리앤 프레이저프라이스와 시몬 페이시를 꺾었다. 2009년 세계 육상 선수권 대회에서 200m 2연속 은메달을 땄다. 상하이에서 열린 골든 그랑프리에서 카멜리타 지터의 뒤로 2위를 하면서 자신의 시즌을 닫았다.
2011년 세계 육상 선수권 대회에서 100m 은메달을 따고 나서, 200m를 22.22초로 우승하였다.
2012년 런던 올림픽에서 100m-200m 결승전 진출에 성공, 100m에서는 셸리앤 프레이저프라이스와 카멜리타 지터에 밀려 3위를 하였다. 200m에서 4위에 이어 400m 릴레이에서는 미국 팀에 밀려 2위를 하였다.

## 개인 생활
2007년 캠벨은 동료 자메이카 단거리 육상 선수이자 아칸소 대학교 동문 오마 브라운과 결혼하였다. 그들은 현재 플로리다주 클러몬트에 살면서 훈련하고 있다. 2009년 후순에 그녀는 유네스코 친선 대사로 임명되었고, 스포츠에서 성별 공평의 진흥에 역할을 쓰겠다고 하였다.